# Asparago bianco di Bassano del Grappa
L'asparago bianco di Bassano del Grappa è una varietà di Asparagus officinalis coltivata nei territori dei comuni di Bassano del Grappa, Cartigliano, Cassola, Mussolente, Pove del Grappa, Romano d'Ezzelino, Rosà, Rossano Veneto, Nove, Tezze sul Brenta e Marostica.

## Storia

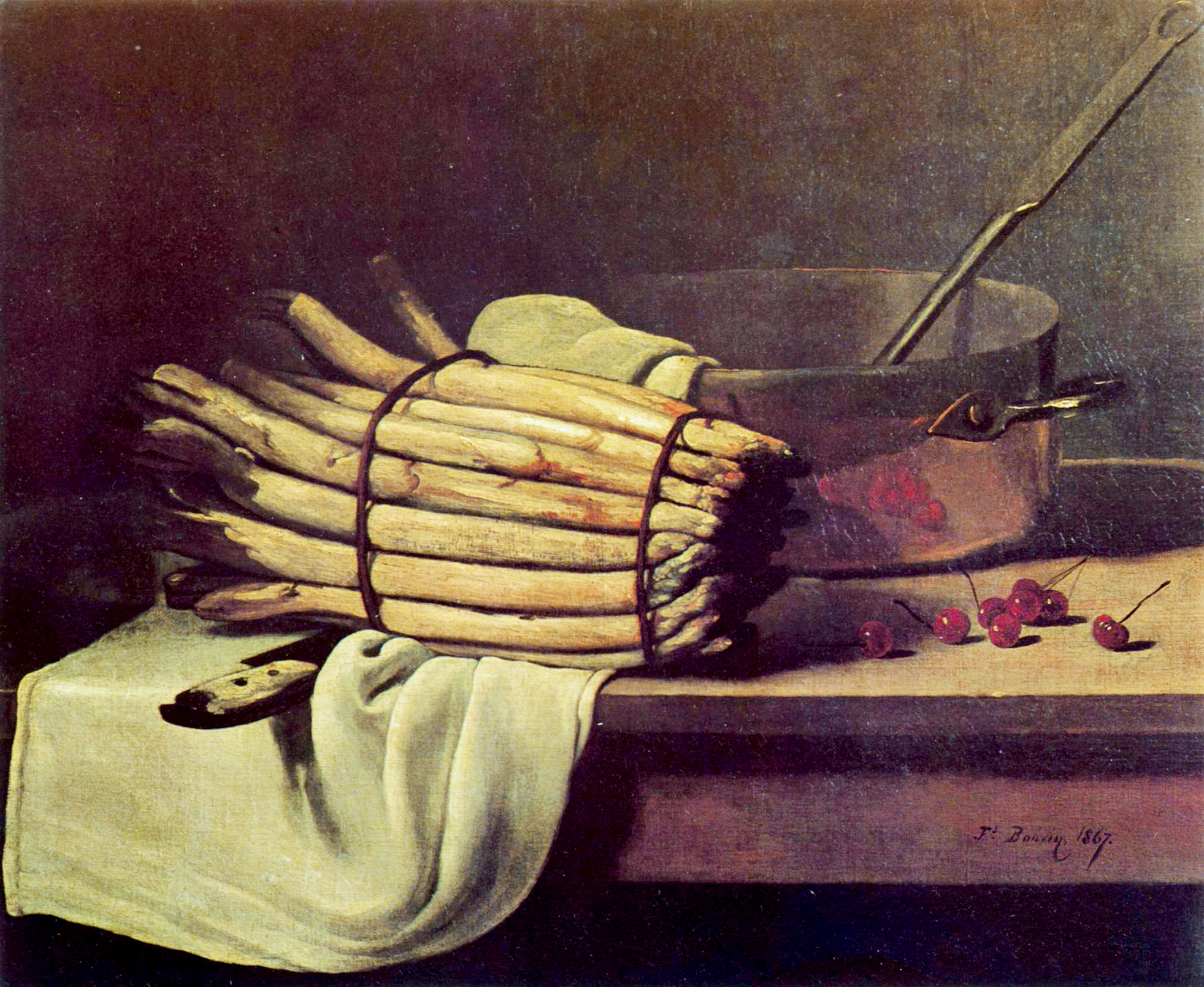
Natura morta di François Bonvin (1867)

L'asparago è originario del bacino del Mediterraneo e dell'Asia Minore. Le prime testimonianze della sua coltivazione in Italia risalgono al 200 a.C. quando Catone lo citò nel De agricoltura e più tardi Plinio il Vecchio nel Naturalis Historia del 79 a.C., essi citano l'uso alimentare del turione, ma durante il Medioevo fu sfruttato soprattutto per le sue doti officinali.
La leggenda narra che l'asparago fu portato a Bassano del Grappa da Antonio di Padova che lo avrebbe diffuso per rabbonire Ezzelino da Romano. Una versione meno mitologica riferisce che intorno all'anno 1500 vi fu un'importante grandinata per cui le punte degli asparagi che fuoriuscivano dal terreno furono distrutte e i contadini dovettero consumare la parte che era rimasta sottoterra e perciò non aveva assunto la colorazione verde-violetta.
Dati certi sulla presenza dell'asparago sulle tavole venete si ricavano esaminando la documentazione riguardante i banchetti della Repubblica di Venezia XV e XVI secolo: un documento del 1534 riguarda una nota spese: "... per sparasi mazi 130, lire 3 et soldi 10".
Nel 1980 si è costituito il Consorzio di tutela dell'asparago bianco di Bassano per preservare e promuovere il marchio e per favorire la diffusione del prodotto. Nel settembre 2007 all'asparago bianco di Bassano è stato riconosciuto il marchio DOP.

## Descrizione del prodotto

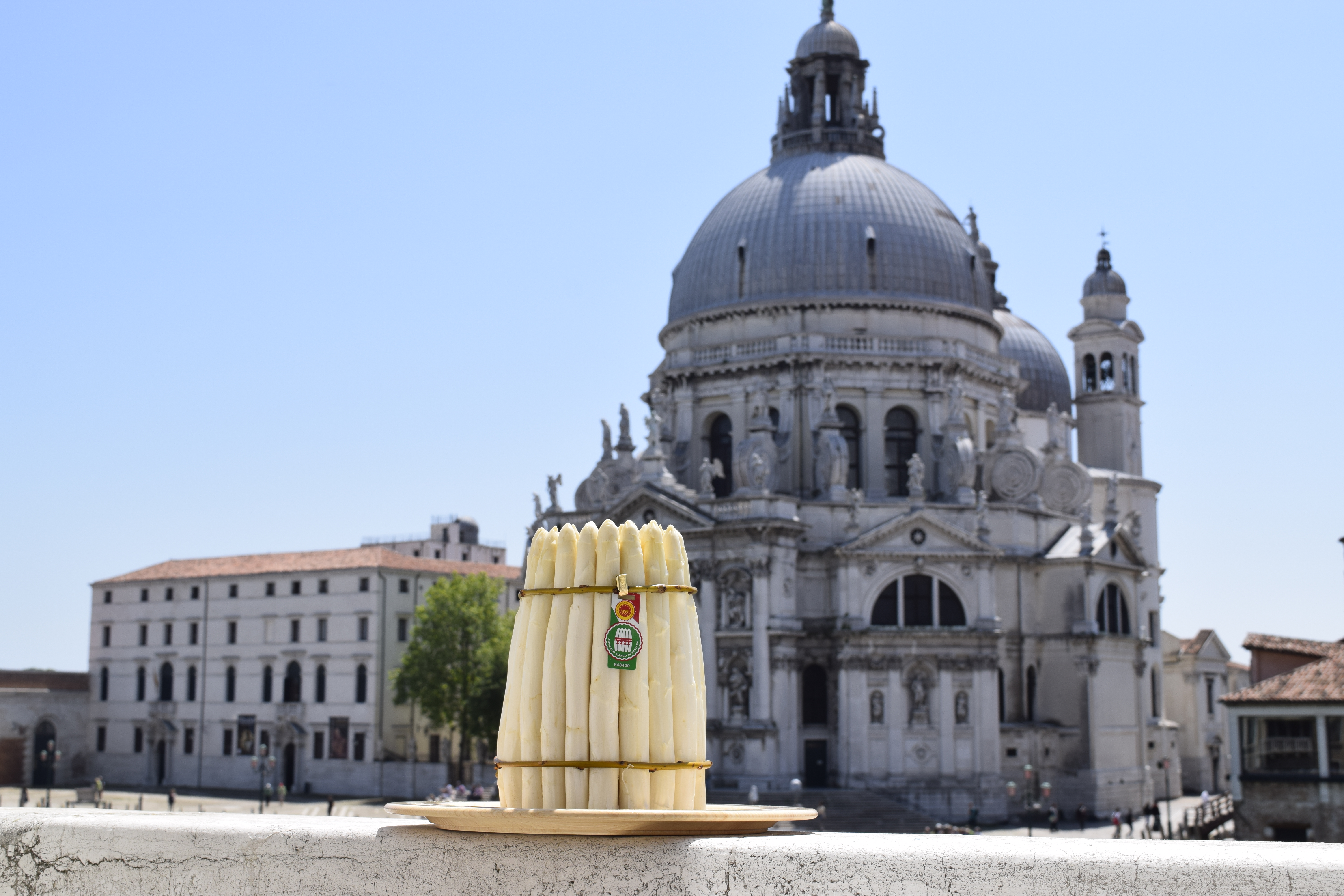
Asparago bianco di Bassano del Grappa DOP

Il disciplinare della Regione Veneto riporta nell'elenco dei prodotti agroalimentari tradizionali quanto segue: la denominazione ”Asparago Bianco di Bassano” designa i turioni di asparago riferibili all'ecotipo locale, rappresentato dalla varietà “Comune – o Chiaro – di Bassano”. Il diametro medio minimo al centro è di 10 mm, con una lunghezza compresa entro i valori minimi e massimi di 18 e 22 cm. La commercializzazione avviene in mazzi omogenei di peso variabile da 1 a 1,5 kg. È inoltre ammessa la presenza di alcune spaccature trasversali dei turioni, elemento di pregio e di identificazione del prodotto bassanese, vista la sua fragilità. Gli asparagi di Bassano
presentano un gusto dolce-amaro caratteristico, che li rende del tutto particolari.

## Processo di produzione
Quella dell'asparago è una pianta poliennale, che vive e produce in media per una decina d'anni. Il fusto sotterraneo (rizoma) produce delle gemme da cui
derivano i fusti, chiamati turioni, che sono la parte commestibile del prodotto.
Questi turioni crescono e si sviluppano sottoterra, in terreni appositamente preparati, in modo da restare al riparo dalla luce del sole e rimanere bianchi.
Vengono raccolti a mano, tagliati alla base con un apposito coltello. Gli asparagi bassanesi vengono quindi refrigerati in acqua e sono commercializzati in mazzi legati manualmente tra loro con un succhione di salice chiamato localmente “stroppa”.

## Cucina
I piatti classici della cucina vicentina in cui viene impiegato sono il risotto con gli asparagi e gli asparagi con le uova. Questa varietà di asparago viene anche utilizzata nella preparazione di altri piatti tipici, tra cui la vellutata di asparagi, la tartare di manzo con asparagi bianchi.

## Sagre
Molto nota a livello nazionale è la sagra dell'asparago bianco di Bassano del Grappa che si tiene solitamente tra l'ultima settimana di Aprile e la prima di Maggio a San Zeno (Cassola) durante la quale vengono servite specialità gastronomiche a base di asparagi: dagli asparagi cotti a vapore con uova, al risotto e alle lasagne.
La Mostra Concorso dell'asparago bianco di Bassano D.O.P. si tiene invece ogni anno ad inizio maggio a Rosà.